# Campeonato de Fórmula 2 de 2018
O Campeonato de Fórmula 2 de 2018 foi a segunda temporada do Campeonato de Fórmula 2 da FIA, um campeonato de automobilismo para automóveis de Fórmula 2 que é sancionado pela Federação Internacional de Automobilismo (FIA). É uma categoria de monopostos que serve como o segundo nível de corridas de fórmulas no FIA Global Pathway. A categoria foi disputada em apoio ao Campeonato Mundial de Fórmula 1 de 2018, com cada rodada ocorrendo em conjunto com um Grande Prêmio.
Charles Leclerc, o então piloto campeão da competição, tendo conquistado o título na penúltima rodada do campeonato de 2017 em Jerez de la Frontera, não retornou para defender seu título, o piloto monegasco foi contratado pela Alfa Romeo Sauber F1 Team para disputar a temporada de 2018 da Fórmula 1. A Russian Time era a então equipe campeã, tendo conquistado seu primeiro título na rodada final do campeonato de 2017, em Abu Dhabi.

## Pilotos e equipes
| Campeão        | Vice-campeão | Terceiro lugar  |
| -------------- | ------------ | --------------- |
|                |              |                 |
| George Russell | Lando Norris | Alexander Albon |
| ART Grand Prix | Carlin       | DAMS            |

Os seguintes pilotos e equipes competiram no Campeonato de Fórmula 2 da FIA de 2018. Como o campeonato era uma categoria de monotipos, todos os concorrentes competiram com um chassi Dallara F2 2018 idêntico, equipado com um motor turbo V6 desenvolvido pela Mecachrome. As equipes competiram com pneus fornecidos pela Pirelli.
| Equipe                          | N.º | Pilotos             | Rodadas |
| ------------------------------- | --- | ------------------- | ------- |
| Russian Time                    | 1   | Artem Markelov      | Todas   |
| Russian Time                    | 2   | Tadasuke Makino     | Todas   |
| Pertamina Prema Theodore Racing | 3   | Sean Gelael         | Todas   |
| Pertamina Prema Theodore Racing | 4   | Nyck de Vries       | Todas   |
| DAMS                            | 5   | Alexander Albon     | Todas   |
| DAMS                            | 6   | Nicholas Latifi     | Todas   |
| ART Grand Prix                  | 7   | Jack Aitken         | Todas   |
| ART Grand Prix                  | 8   | George Russell      | Todas   |
| MP Motorsport                   | 9   | Roberto Merhi       | 1–8     |
| MP Motorsport                   | 9   | Dorian Boccolacci   | 9–12    |
| MP Motorsport                   | 10  | Ralph Boschung      | 1–10    |
| MP Motorsport                   | 10  | Niko Kari           | 11–12   |
| BWT Arden                       | 11  | Maximilian Günther  | 1–11    |
| BWT Arden                       | 11  | Dan Ticktum         | 12      |
| BWT Arden                       | 12  | Nirei Fukuzumi      | Todas   |
| Campos Vexatec Racing           | 14  | Luca Ghiotto        | Todas   |
| Campos Vexatec Racing           | 15  | Roy Nissany         | 1–10    |
| Campos Vexatec Racing           | 15  | Roberto Merhi       | 11–12   |
| Trident                         | 16  | Arjun Maini         | Todas   |
| Trident                         | 17  | Santino Ferrucci    | 1–7     |
| Trident                         | 17  | Alessio Lorandi     | 8–12    |
| Carlin                          | 18  | Sérgio Sette Câmara | Todas   |
| Carlin                          | 19  | Lando Norris        | Todas   |
| Charouz Racing System           | 20  | Louis Delétraz      | Todas   |
| Charouz Racing System           | 21  | Antonio Fuoco       | Todas   |
| Fontes:                         |     |                     |         |

### Mudanças nas equipes
- A equipe Carlin fez sua estreia no campeonato de Fórmula 2.[25]

- A antiga equipe de World Series Formula V8 3.5, Charouz Racing System também fez sua estreia na categoria nesta temporada. A Charouz deixou a World Series Formula V8 3.5 quando o campeonato foi descontinuado e solicitou uma entrada para participar do campeonato de Fórmula 2.[31]

- A Rapax deixou a categoria no final do campeonato de 2017.[32]

- A Racing Engineering foi incluída na lista de inscritos inicial, mas depois se retirou do campeonato para se concentrar em sua entrada na European Le Mans Series.[33] A Fortec Motorsports deveria estrear na Fórmula 2, substituindo a Rapax, mas depois retirou sua entrada devido à falta de patrocínio.[33] Posteriormente, a Fortec recebeu permissão para adiar sua entrada por um ano, sendo permitido para a equipe fazer sua estreia em 2019.[34]

### Mudanças nos pilotos
- Charles Leclerc deixou a Prema Racing para se juntar a equipe de Fórmula 1 Sauber.[3] Seu lugar na Prema Racing foi ocupado por Sean Gelael, que deixou a Arden para se juntar à equipe.[8] Gelael se tornou parceiro de Nyck de Vries, que pilotou para a Rapax e Racing Engineering em todo o campeonato de 2017.[9]
- Louis Delétraz e Antonio Fuoco foram para Charouz Racing System.[24][35] Delétraz deixou a Rapax depois que a equipe se retirou do campeonato, enquanto Fuoco mudou-se da Prema Racing para a Charouz Racing System como parte de um acordo com o programa de desenvolvimento de pilotos da Ferrari.[24][35]
- Sérgio Sette Câmara deixou a MP Motorsport para se juntar a recém chegada Carlin.[23] Ele é parceiro de Lando Norris, que venceu o título do Campeonato Europeu de Fórmula 3 da FIA de 2017 com a Carlin antes de fazer uma aparição no Campeonato de Fórmula 2 com a Campos Racing.[23]
- Alexander Albon e Nobuharu Matsushita deixaram a ART Grand Prix. Matsushita voltou ao Japão para competir na Super Fórmula de 2018. A equipe ART promoveu o então atual campeão da GP3 Series, George Russell, para a categoria, em parceria com Jack Aitken, que também pilotou para a equipe na GP3.[11]
- O ex-piloto da GP3 Series, Nirei Fukuzumi, juntou-se ao campeonato com a Arden.[17]
- Luca Ghiotto trocou a equipe Russian Time pela equipe Campos Racing.[36]
- Santino Ferrucci foi suspenso das rodadas-duplas de Hungaroring e Spa-Francorchamps, por ter batido intencionalmente em seu companheiro de equipe, o indiano Arjun Maini.[37] 10 dias depois, a equipe Trident Racing rescindiu o contrato do norte-americano por falta de pagamento e também pelo incidente com Maini em Silverstone.[38] Ferrucci foi substituído pelo piloto da Trident na GP3 Series, Alessio Lorandi, para a etapa de Hungaroring.[22]

## Calendário
As seguintes doze rodadas foram realizadas como parte do Campeonato de Fórmula 2 de 2018. Cada rodada consistia em duas corridas: uma corrida longa, que percorria 170 km e incluía uma parada obrigatória nos boxes; e uma corrida curta, que percorria mais de 120 km e não requeria nenhuma parada nos boxes.
| Etapa   | Circuito                                     | Corrida longa  | Corrida curta  |
| ------- | -------------------------------------------- | -------------- | -------------- |
| 1       | Circuito Internacional do Barém, Sakhir      | 7 de abril     | 8 de abril     |
| 2       | Circuito Urbano de Bacu, Bacu                | 28 de abril    | 29 de abril    |
| 3       | Circuito de Barcelona-Catalunha, Barcelona   | 12 de maio     | 13 de maio     |
| 4       | Circuito de Mônaco, Monte Carlo              | 25 de maio     | 26 de maio     |
| 5       | Circuito Paul Ricard, Le Castellet           | 23 de junho    | 24 de junho    |
| 6       | Red Bull Ring, Spielberg                     | 30 de junho    | 1 de julho     |
| 7       | Circuito de Silverstone, Silverstone         | 7 de julho     | 8 de julho     |
| 8       | Hungaroring, Budapeste                       | 28 de julho    | 29 de julho    |
| 9       | Circuito de Spa-Francorchamps, Francorchamps | 25 de agosto   | 26 de agosto   |
| 10      | Autódromo Nacional de Monza, Monza           | 1 de setembro  | 2 de setembro  |
| 11      | Autódromo de Sóchi, Sóchi                    | 29 de setembro | 30 Setembro    |
| 12      | Circuito de Yas Marina, Abu Dhabi            | 24 de novembro | 25 de novembro |
| Fontes: |                                              |                |                |

### Mudanças no calendário
O calendário foi expandido para doze corridas em 2018. O campeonato competiu no Circuito Paul Ricard pela primeira vez, onde foi apresentado como parte do programa de apoio ao Grande Prêmio da França. O campeonato também competiu no Autódromo de Sóchi pela primeira vez, servindo de apoio ao Grande Prêmio da Rússia. O evento paralelo que foi realizado no Circuito de Jerez em 2017 foi descontinuado.

## Mudanças

### Mudanças técnicas
O campeonato de 2018 contou com a introdução de um novo pacote de chassis e motor. O chassi GP2/11 foi substituído pelo Dallara F2 2018. Ele é impulsionado por um motor de 3,5L V6 turbo-injetado direto desenvolvido pela Mecachrome.

### Regulamento esportivo
As equipes foram obrigadas a usar o dispositivo de proteção do cockpit "halo", uma armação montada acima e ao redor da cabeça do piloto e ancorada à frente do cockpit. O halo foi projetado para melhorar os padrões de segurança, desviando os detritos para longe da cabeça do piloto e foi originalmente desenvolvido para uso na Fórmula 1 antes de sua aplicação ter sido expandida para outros campeonatos de fórmula e foi incorporada ao projeto final do chassi Dallara F2 2018.

## Resultados e classificações

### Resumo da temporada
| Etapa | Etapa | Circuito                        | Pole position       | Volta mais rápida   | Piloto vencedor    | Equipe vencedora                |
| ----- | ----- | ------------------------------- | ------------------- | ------------------- | ------------------ | ------------------------------- |
| 1     | L     | Circuito Internacional do Barém | Lando Norris        | Lando Norris        | Lando Norris       | Carlin                          |
| 1     | C     | Circuito Internacional do Barém | –                   | Nyck de Vries       | Artem Markelov     | Russian Time                    |
| 2     | L     | Circuito Urbano de Bacu         | Alexander Albon     | Antonio Fuoco       | Alexander Albon    | DAMS                            |
| 2     | C     | Circuito Urbano de Bacu         | –                   | George Russell      | George Russell     | ART Grand Prix                  |
| 3     | L     | Circuito de Barcelona-Catalunha | Alexander Albon     | Artem Markelov      | George Russell     | ART Grand Prix                  |
| 3     | C     | Circuito de Barcelona-Catalunha |                     | George Russell      | Jack Aitken        | ART Grand Prix                  |
| 4     | L     | Circuito de Mônaco              | Alexander Albon     | Artem Markelov      | Artem Markelov     | Russian Time                    |
| 4     | C     | Circuito de Mônaco              |                     | Nicholas Latifi     | Antonio Fuoco      | Charouz Racing System           |
| 5     | L     | Circuito Paul Ricard            | George Russell      | Nyck de Vries       | George Russell     | ART Grand Prix                  |
| 5     | C     | Circuito Paul Ricard            |                     | Nyck de Vries       | Nyck de Vries      | Pertamina Prema Theodore Racing |
| 6     | L     | Red Bull Ring                   | George Russell      | Artem Markelov      | George Russell     | ART Grand Prix                  |
| 6     | C     | Red Bull Ring                   |                     | Artem Markelov      | Artem Markelov     | Russian Time                    |
| 7     | L     | Circuito de Silverstone         | George Russell      | George Russell      | Alexander Albon    | DAMS                            |
| 7     | C     | Circuito de Silverstone         |                     | George Russell      | Maximilian Günther | BWT Arden                       |
| 8     | L     | Hungaroring                     | Sérgio Sette Câmara | Nyck de Vries       | Nyck de Vries      | Pertamina Prema Theodore Racing |
| 8     | C     | Hungaroring                     |                     | Luca Ghiotto        | Alexander Albon    | DAMS                            |
| 9     | L     | Circuito de Spa-Francorchamps   | Nyck de Vries       | Nyck de Vries       | Nyck de Vries      | Pertamina Prema Theodore Racing |
| 9     | C     | Circuito de Spa-Francorchamps   |                     | Nicholas Latifi     | Nicholas Latifi    | DAMS                            |
| 10    | L     | Autódromo Nacional de Monza     | George Russell      | Artem Markelov      | Tadasuke Makino    | Russian Time                    |
| 10    | C     | Autódromo Nacional de Monza     |                     | Sérgio Sette Câmara | George Russell     | ART Grand Prix                  |
| 11    | L     | Autódromo de Sóchi              | Nyck de Vries       | Nyck de Vries       | Alexander Albon    | DAMS                            |
| 11    | C     | Autódromo de Sóchi              |                     | George Russell      | George Russell     | ART Grand Prix                  |
| 12    | L     | Circuito de Yas Marina          | George Russell      | Luca Ghiotto        | George Russell     | ART Grand Prix                  |
| 12    | C     | Circuito de Yas Marina          |                     | George Russell      | Antonio Fuoco      | Charouz Racing System           |

### Sistema de pontuação
Os pontos eram atribuídos aos dez melhores classificados na corrida longa, e aos oito melhores classificados na corrida curta. O pole-sitter na corrida longa também recebia quatro pontos, e dois pontos eram concedidos ao piloto que fazia a volta mais rápida dentro dos dez melhores nas corridas longa e curta. Nenhum ponto extra era concedido ao pole-sitter na corrida curta, pois o grid de largada para a corrida curta era baseado nos resultados da corrida longa com os oito melhores pilotos, tendo suas posições invertidas.
Pontos da corrida longa
| Posição | 1º | 2º | 3º | 4º | 5º | 6º | 7º | 8º | 9º | 10º | Pole | VMR |
| Pontos  | 25 | 18 | 15 | 12 | 10 | 8  | 6  | 4  | 2  | 1   | 4    | 2   |

Pontos da corrida curta
Os pontos eram atribuídos aos oito melhores classificados.
| Posição | 1º | 2º | 3º | 4º | 5º | 6º | 7º | 8º | VMR |
| Pontos  | 15 | 12 | 10 | 8  | 6  | 4  | 2  | 1  | 2   |

### Campeonato de Pilotos
| Pos. | Piloto              | BAR | BAR | BAC | BAC | CAT | CAT | MON | MON | LEC | LEC | RBR | RBR | SIL | SIL | HUN | HUN | SPA | SPA | MNZ | MNZ | SOC | SOC | YAS | YAS | Pontos |
| ---- | ------------------- | --- | --- | --- | --- | --- | --- | --- | --- | --- | --- | --- | --- | --- | --- | --- | --- | --- | --- | --- | --- | --- | --- | --- | --- | ------ |
| 1    | George Russell      | 5   | 19  | 12  | 1   | 1   | 4   | Ret | Ret | 1   | 17  | 1   | 2   | 2   | 2   | Ret | 8   | 3   | 7   | 4   | 1   | 4   | 1   | 1   | 4   | 287    |
| 2    | Lando Norris        | 1   | 4   | 6   | 4   | 3   | 3   | 6   | 3   | 16  | 5   | 2   | 11  | 10  | 3   | 2   | 4   | 4   | 2   | 6   | 5   | Ret | Ret | 5   | 2   | 219    |
| 3    | Alexander Albon     | 4   | 13  | 1   | 13  | 5   | 2   | Ret | Ret | Ret | 7   | 5   | 5   | 1   | 7   | 5   | 1   | 5   | 3   | 3   | Ret | 1   | 3   | 14  | 8   | 212    |
| 4    | Nyck de Vries       | 6   | 5   | Ret | 2   | 2   | Ret | Ret | 9   | 5   | 1   | Ret | 14  | 7   | 6   | 1   | 7   | 1   | 4   | 9   | 17  | 3   | 4   | 4   | 5   | 202    |
| 5    | Artem Markelov      | 3   | 1   | Ret | Ret | 8   | 9   | 1   | 4   | 14  | 14† | 8   | 1   | 6   | 4   | 8   | 13  | 6   | 5   | 2   | 2   | 11  | 5   | 2   | 7   | 186    |
| 6    | Sérgio Sette Câmara | 2   | 3   | 4   | DSQ | 7   | Ret | DNS | DNS | 2   | 6   | 6   | 3   | Ret | 17  | 7   | 3   | 2   | 9   | 7   | 3   | 5   | 2   | 16  | 10  | 164    |
| 7    | Antonio Fuoco       | 17  | 12  | 3   | DNS | 10  | 7   | 8   | 1   | 4   | 4   | 3   | 4   | 3   | Ret | 3   | 17  | 17  | 19  | DSQ | 10  | 6   | 9   | 7   | 1   | 141    |
| 8    | Luca Ghiotto        | 12  | 6   | Ret | 14  | 4   | 5   | Ret | 10  | 3   | 3   | 12  | 13  | 5   | 10  | 6   | 2   | 7   | 6   | 10  | 6   | Ret | 14  | 3   | 9   | 111    |
| 9    | Nicholas Latifi     | 11  | 10  | 5   | 3   | 14  | 8   | 9   | 8   | 7   | 8   | 11  | 8   | 17  | 16  | Ret | 16  | 8   | 1   | 5   | 4   | 2   | Ret | Ret | 15  | 91     |
| 10   | Louis Delétraz      | 13  | 9   | Ret | 10  | Ret | 10  | 4   | 2   | 6   | 2   | Ret | Ret | 4   | 5   | 17  | 9   | 18  | 13  | 13  | 11  | 12  | 13  | 6   | 6   | 74     |
| 11   | Jack Aitken         | 9   | 18  | 2   | 11  | 6   | 1   | 7   | Ret | 11  | DNS | Ret | 18  | 13  | 12  | 4   | 10  | 11  | 10  | 17† | 8   | 14  | Ret | 10  | 13  | 63     |
| 12   | Roberto Merhi       | DNS | 11  | 8   | 7   | 13  | Ret | 3   | 7   | DSQ | 15  | 4   | 16  | 11  | 9   | 11  | 5   |     |     |     |     | 9   | 6   | 8   | 3   | 61     |
| 13   | Tadasuke Makino     | 19  | 17  | 9   | 9   | 9   | Ret | 14† | Ret | 8   | Ret | 7   | 6   | 12  | 11  | 9   | 12  | 12  | 11  | 1   | 14  | 10  | 11  | 9   | Ret | 48     |
| 14   | Maximilian Günther  | 8   | 2   | Ret | 15† | Ret | 12  | 11  | 6   | 12  | 11  | 15  | 12  | 8   | 1   | 16  | Ret | 9   | 16  | 12  | 16  | 16† | 10  |     |     | 41     |
| 15   | Sean Gelael         | 7   | 16  | 10  | Ret | Ret | 6   | 2   | Ret | Ret | 18  | 13  | Ret | Ret | 15  | 13  | 11  | 16  | Ret | 11  | Ret | DNS | 12  | 17  | Ret | 29     |
| 16   | Arjun Maini         | 15  | 14  | Ret | 5   | Ret | 13  | 5   | 5   | 10  | 13  | 14  | 10  | 14  | 13  | 12  | 14  | 14  | 8   | Ret | 9   | 15  | 15  | Ret | Ret | 24     |
| 17   | Nirei Fukuzumi      | 18  | 8   | 13  | 12  | 11  | Ret | 10  | 11† | 9   | 12  | 9   | 9   | Ret | DNS | 10  | 6   | Ret | 17  | 14  | 13  | 8   | 7   | Ret | 12  | 17     |
| 18   | Ralph Boschung      | 10  | 7   | 7   | 8   | Ret | Ret | Ret | Ret | Ret | 16  | Ret | 15  | 9   | 8   | 18  | Ret | Ret | 12  | 8   | Ret |     |     |     |     | 17     |
| 19   | Santino Ferrucci    | 14  | 20  | 11  | 6   | DNS | 11  | 13  | 12† | 13  | 9   | 10  | 7   | 16  | DSQ |     |     |     |     |     |     |     |     |     |     | 7      |
| 20   | Alessio Lorandi     |     |     |     |     |     |     |     |     |     |     |     |     |     |     | 14  | Ret | 13  | 15  | 15  | 12  | 7   | Ret | 13  | 14  | 6      |
| 21   | Dorian Boccolacci   |     |     |     |     |     |     |     |     |     |     |     |     |     |     |     |     | 15  | 18  | Ret | 7   | 13  | 8   | 12  | 11  | 3      |
| 22   | Roy Nissany         | 16  | 15  | Ret | Ret | 12  | 14  | 12  | Ret | 15  | 10  | Ret | 17  | 15  | 14  | 15  | 15  | 10  | 14  | 16  | 15  |     |     |     |     | 1      |
| 23   | Dan Ticktum         |     |     |     |     |     |     |     |     |     |     |     |     |     |     |     |     |     |     |     |     |     |     | 11  | Ret | 0      |
| 24   | Niko Kari           |     |     |     |     |     |     |     |     |     |     |     |     |     |     |     |     |     |     |     |     | Ret | Ret | 15  | Ret | 0      |
| Pos. | Piloto              | BAR | BAR | BAC | BAC | CAT | CAT | MON | MON | LEC | LEC | RBR | RBR | SIL | SIL | HUN | HUN | SPA | SPA | MNZ | MNZ | SOC | SOC | YAS | YAS | Pontos |

| Cor        | Resultado             |
| ---------- | --------------------- |
| Ouro       | Vencedor              |
| Prata      | 2.º lugar             |
| Bronze     | 3.º lugar             |
| Verde      | Terminou, nos pontos  |
| Azul       | Terminou, sem pontos  |
| Púrpura    | Ret – Retirou-se      |
| Vermelho   | NQ – Não qualificado  |
| Preto      | DSQ – Desqualificado  |
| Branco     | NL – Não largou       |
| Branco     | C – Corrida cancelada |
| Azul claro | AT – Apenas Treino    |
| Sem cor    | NP – Não participou   |
| Sem cor    | Les – Lesionado       |
| Sem cor    | EX – Excluído         |

Notas:
- † – Pilotos que não terminaram a corrida mas foram classificados pois completaram 90% da corrida.

### Campeonato de Equipes
| Pos. | Equipe                          | N.º | BAR | BAR | BAC | BAC | CAT | CAT | MON | MON | LEC | LEC | RBR | RBR | SIL | SIL | HUN | HUN | SPA | SPA | MNZ | MNZ | SOC | SOC | YAS | YAS | Pontos |
| ---- | ------------------------------- | --- | --- | --- | --- | --- | --- | --- | --- | --- | --- | --- | --- | --- | --- | --- | --- | --- | --- | --- | --- | --- | --- | --- | --- | --- | ------ |
| 1    | Carlin                          | 18  | 2   | 3   | 4   | DSQ | 7   | Ret | DNS | DNS | 2   | 6   | 6   | 3   | Ret | 17  | 7   | 3   | 2   | 9   | 7   | 3   | 5   | 2   | 16  | 10  | 381    |
| 1    | Carlin                          | 19  | 1   | 4   | 6   | 4   | 3   | 3   | 6   | 3   | 16  | 5   | 2   | 11  | 10  | 3   | 2   | 4   | 4   | 2   | 6   | 5   | Ret | Ret | 5   | 2   | 381    |
| 2    | ART Grand Prix                  | 7   | 9   | 18  | 2   | 11  | 6   | 1   | 7   | Ret | 11  | DNS | Ret | 18  | 13  | 12  | 4   | 10  | 11  | 10  | 17† | 8   | 14  | Ret | 10  | 13  | 350    |
| 2    | ART Grand Prix                  | 8   | 5   | 19  | 12  | 1   | 1   | 4   | Ret | Ret | 1   | 17  | 1   | 2   | 2   | 2   | Ret | 8   | 3   | 7   | 4   | 1   | 4   | 1   | 1   | 4   | 350    |
| 3    | DAMS                            | 5   | 4   | 13  | 1   | 13  | 5   | 2   | Ret | Ret | Ret | 7   | 5   | 5   | 1   | 7   | 5   | 1   | 5   | 3   | 3   | Ret | 1   | 3   | 14  | 8   | 303    |
| 3    | DAMS                            | 6   | 11  | 10  | 5   | 3   | 14  | 8   | 9   | 8   | 7   | 8   | 11  | 8   | 17  | 16  | Ret | 16  | 8   | 1   | 5   | 4   | 2   | Ret | Ret | 15  | 303    |
| 4    | Russian Time                    | 1   | 3   | 1   | Ret | Ret | 8   | 9   | 1   | 4   | 14  | 14† | 8   | 1   | 6   | 4   | 8   | 13  | 6   | 5   | 2   | 2   | 11  | 5   | 2   | 7   | 234    |
| 4    | Russian Time                    | 2   | 19  | 17  | 9   | 9   | 9   | Ret | 14† | Ret | 8   | Ret | 7   | 6   | 12  | 11  | 9   | 12  | 12  | 11  | 1   | 14  | 10  | 11  | 9   | Ret | 234    |
| 5    | Pertamina Prema Theodore Racing | 3   | 7   | 16  | 10  | Ret | Ret | 6   | 2   | Ret | Ret | 18  | 13  | Ret | Ret | 15  | 13  | 11  | 16  | Ret | 11  | Ret | DNS | 12  | 17  | Ret | 231    |
| 5    | Pertamina Prema Theodore Racing | 4   | 6   | 5   | Ret | 2   | 2   | Ret | Ret | 9   | 5   | 1   | Ret | 14  | 7   | 6   | 1   | 7   | 1   | 4   | 9   | 17  | 3   | 4   | 4   | 5   | 231    |
| 6    | Charouz Racing System           | 20  | 13  | 9   | Ret | 10  | Ret | 10  | 4   | 2   | 6   | 2   | Ret | 15  | 4   | 5   | 17  | 9   | 18  | 13  | 13  | 11  | 12  | 13  | 6   | 6   | 211    |
| 6    | Charouz Racing System           | 21  | 17  | 12  | 3   | DNS | 10  | 7   | 8   | 1   | 4   | 4   | 3   | 4   | 3   | Ret | 3   | 17  | 17  | 19  | DSQ | 10  | 6   | 9   | 7   | 1   | 211    |
| 7    | Campos Vexatec Racing           | 14  | 12  | 6   | Ret | 14  | 4   | 5   | Ret | 10  | 3   | 3   | 12  | 13  | 5   | 10  | 6   | 2   | 7   | 6   | 10  | 6   | Ret | 14  | 3   | 9   | 129    |
| 7    | Campos Vexatec Racing           | 15  | 16  | 15  | Ret | Ret | 12  | 14  | 12  | Ret | 15  | 10  | Ret | 17  | 15  | 14  | 15  | 15  | 10  | 14  | 16  | 15  | 9   | 6   | 8   | 3   | 129    |
| 8    | MP Motorsport                   | 9   | DNS | 11  | 8   | 7   | 13  | Ret | 3   | 7   | DSQ | 15  | 4   | 16  | 11  | 9   | 11  | 5   | 15  | 18  | Ret | 7   | 13  | 8   | 12  | 11  | 61     |
| 8    | MP Motorsport                   | 10  | 10  | 7   | 7   | 8   | Ret | Ret | Ret | Ret | Ret | 16  | Ret | 15  | 9   | 8   | 18  | Ret | Ret | 12  | 8   | Ret | Ret | Ret | 15  | Ret | 61     |
| 9    | BWT Arden                       | 11  | 8   | 2   | Ret | 15† | Ret | 12  | 11  | 6   | 12  | 11  | 15  | 12  | 8   | 1   | 16  | Ret | 9   | 16  | 12  | 16  | 16† | 10  | 11  | Ret | 58     |
| 9    | BWT Arden                       | 12  | 18  | 8   | 13  | 12  | 11  | Ret | 10  | 11† | 9   | 12  | 9   | 9   | Ret | DNS | 10  | 6   | Ret | 17  | 14  | 13  | 8   | 7   | Ret | 12  | 58     |
| 10   | Trident                         | 16  | 15  | 14  | Ret | 5   | Ret | 13  | 5   | 5   | 10  | 13  | 14  | 10  | 14  | 13  | 12  | 14  | 14  | 8   | Ret | 9   | 15  | 15  | Ret | Ret | 37     |
| 10   | Trident                         | 17  | 14  | 20  | 11  | 6   | DNS | 11  | 13  | 12† | 13  | 9   | 10  | 7   | 16  | DSQ | 14  | Ret | 13  | 15  | 15  | 12  | 7   | Ret | 13  | 14  | 37     |
| Pos. | Equipe                          | N.º | BAR | BAR | BAC | BAC | CAT | CAT | MON | MON | LEC | LEC | RBR | RBR | SIL | SIL | HUN | HUN | SPA | SPA | MNZ | MNZ | SOC | SOC | YAS | YAS | Pontos |

| Cor        | Resultado             |
| ---------- | --------------------- |
| Ouro       | Vencedor              |
| Prata      | 2.º lugar             |
| Bronze     | 3.º lugar             |
| Verde      | Terminou, nos pontos  |
| Azul       | Terminou, sem pontos  |
| Púrpura    | Ret – Retirou-se      |
| Vermelho   | NQ – Não qualificado  |
| Preto      | DSQ – Desqualificado  |
| Branco     | NL – Não largou       |
| Branco     | C – Corrida cancelada |
| Azul claro | AT – Apenas Treino    |
| Sem cor    | NP – Não participou   |
| Sem cor    | Les – Lesionado       |
| Sem cor    | EX – Excluído         |

Notas:
- † – Pilotos que não terminaram a corrida mas foram classificados pois completaram 90% da corrida.